# Comuna Velîka Racea, Radomîșl
Velîka Racea (în ucraineană Великорачанська сільська рада) este o comună în raionul Radomîșl, regiunea Jîtomîr, Ucraina, formată din satele Ciudîn, Mala Racea și Velîka Racea (reședința).

## Demografie
Componența lingvistică a comunei Velîka Racea
     Ucraineană (98,92%)
     Rusă (1,03%)
     Alte limbi (0,05%)
Conform recensământului din 2001, majoritatea populației comunei Velîka Racea era vorbitoare de ucraineană (98,92%), existând în minoritate și vorbitori de rusă (1,03%).